# Шампанский социалист

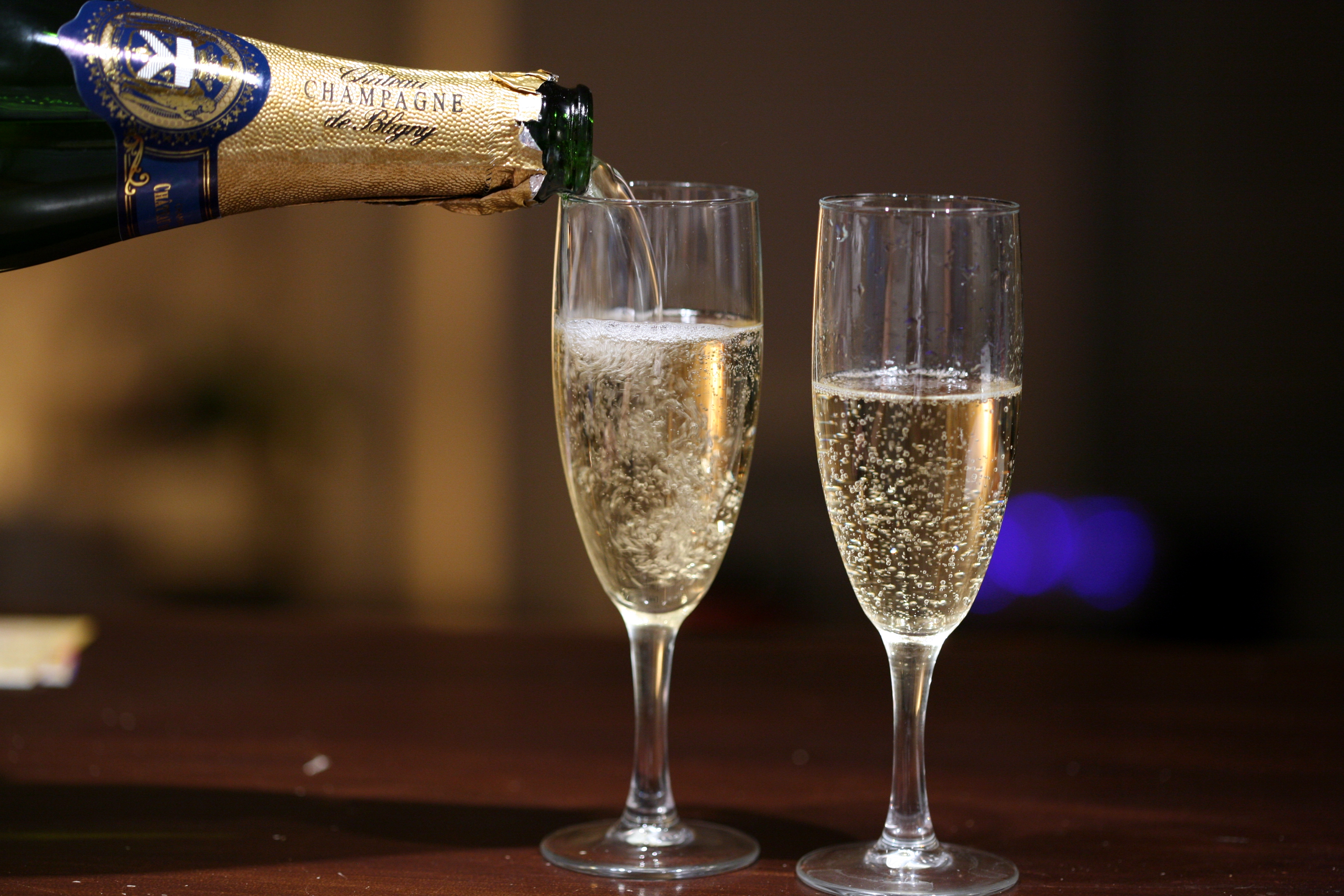
Упоминание шампанского как символа достатка используется для насмешек над буржуазными левыми.

Шампанский социалист (англ. Champagne socialist) — политический термин, ставший известным благодаря Великобритании. Это популярный эпитет, подразумевающий некоторую степень лицемерия, и он тесно связан с концепцией либеральной элиты. Эта фраза используется для описания самоидентифицирующих себя социалистов, чей роскошный образ жизни высшего класса или «опрятный» образ жизни, стереотипно включающий в себя потребление шампанского, якобы противоречит их политическим убеждениям, как их понимают их критики.

## Великобритания
Этот термин использовался левыми комментаторами для критики центристских взглядов. Некоторые традиционные левые считают первого премьер-министра лейбористов Рамсея Макдональда «шампанским социалистом», предавшим лейбористское движение. Предполагается, что роскошный образ жизни Макдональда и его общение с высшим обществом оказали разлагающее влияние, которое привело к падению лейбористского правительства в 1931 году и, в конечном итоге, к формированию национального правительства. Также этот эпитет использовался для характеристики сторонников нового лейбористского движения, которое привело Тони Блэра к власти в 1997 году.
В статье об эссе Оскара Уайльда 1891 года «Душа человека при социализме» политический обозреватель Уилл Селф выразил мнение, что Уайльда можно считать ранним шампанским социалистом из-за его эстетического образа жизни и социалистических наклонностей.
Писатель и сторонник лейбористской партии Джон Мортимер, когда его обвинили в том, что он шампанский социалист, сказал, что предпочитает, чтобы о нём думали как о «большевике Боллинджера».
В четвёртой серии британской телевизионной комедии «Ещё по одной» Саффи Монсун предлагают работу в «Новых лейбористах». Хотя она изо всех сил старается, чтобы её не считали социалисткой с шампанским, её бабушка считает семью «болли-большевиками».
Термин также был применён к члену парламента от лейбористской партии Джеффри Робинсону из-за его большого личного состояния. Певица Шарлотта Чёрч назвала себя «социалистом просекко», имея в виду растущую популярность и более низкий ценовой диапазон игристых вин без шампанского, таких как просекко и кава.
В Великобритании этот термин часто используется правыми критиками для унижения более прогрессивных политических оппонентов. Этот аргумент утверждает, что социалист шампанского придерживается левых взглядов, ведя при этом роскошный образ жизни; одним из примеров могут быть сторонники лейбористской партии, которые стереотипно живут во Внутреннем Лондоне и пользуются высокоинтеллектуальными СМИ.
Такое использование термина было раскритиковано журналисткой Кейтлин Моран как ошибочный аргумент, поскольку по её мнению он предполагает, что только бедные люди могут выражать мнение о социальном неравенстве.